# Bikin (rivier)
De Bikin (Russisch: Бикин) is een rivier in het Russische Verre Oosten en een zijrivier van de Oessoeri in het stroomgebied van de Amoer. De lengte van de rivier bedraagt 560 kilometer en de belangrijkste zijrivieren zijn de Altsjan, de Batsjelaza en de Zeva. Het grootste deel van haar loop stroomt de Bikin door een dunbevolkt berggebied. Vlak bij haar uitmonding in de Oessoeri ligt de gelijknamige stad Bikin. Sinds 2018 vormt de Bikinvallei deel een uitbreiding van Unesco-werelderfgoed Centraal Sichote-Alingebergte onder de nieuwe naam Dal van de Bikinrivier.

## Loop
De rivier ontspringt in de Sichote-Alin ten zuiden van de vulkaan Anik en stroomt van daaruit eerst naar het oosten en vervolgens naar het zuiden. Na de zijrivier Kilo-oe op te hebben genomen buigt de Bikin af naar het zuidwesten. Iets zuidelijker stroomt de Zeva in en buigt de rivier verder af naar het westen, waarbij de rivier door een brede vallei stroomt en uitgroeit tot een rustige meanderende rivier met veel secundaire lopen. Na de instroom van de Kljoetsjevaja buigt de rivier geleidelijk aan af naar het noordwesten en vervolgens weer naar het westen, waarbij ze weer door een smalle vallei stroomt. Na de instroom van de Tachalo vanuit het noorden buigt de Bikin af naar het zuidwesten en bereikt een nieuwe vallei, waar ze het dorpje Krasny Jar (waar afstammelingen van de Oedegeïers wonen) passeert en verder stroomt naar het westen door een sterk moerassig gebied. De rivier passeert dan het dorpje Verchni Pereval en, na nog een aantal zijrivieren te hebben opgenomen, buigt ze af naar het noordwesten. Vervolgens passeert ze de spoorwegdorpjes Altsjan en Lesopilnoje en de stad Bikin aan de Trans-Siberische spoorlijn. Voorbij Bikin buigt ze af naar het westen en stroomt uit in de Oessoeri ten zuiden van het plaatsje Vasiljevka.

## Geschiedenis
De Bikin is momenteel slechts dunbevolkt met alleen in de benedenloop wat meer bewoning. Aan de midden- en bovenloop lagen vroeger echter meer plaatsen. Ten tijde van het Russische Rijk woonden er veel oudgelovigen, die hier meer dan 50 nederzettingen hadden. Ook lag er een kamp van de Oedegeïers. De hoofdplaats van de oudgelovigen bevond zich in het dorp Oeloenga (nu de nederzetting Ochotnitsji) bij de instroom van de Svetlovodnaja iets stroomafwaarts van de instroom van de Zeva. In 1932 kwamen echter leden van sevjetpolitie naar de plaats en lieten de inwoners onder dwang een vliegveld aanleggen, waarna ze hen beschuldigden dit voor de Japanse geheime dienst te hebben gedaan. Onder marteling werden bekentenissen afgedwongen en werden een aantal personen geëxecuteerd. De bevolking werd weggevoerd en de plaats werd opnieuw bevolkt door nieuwe 'sovjetburgers' en kwam er een kolchoz te staan, die echter met het uiteenvallen van de Sovjet-Unie wegens onrendabelheid verdween.

## Nestelende vogelsoorten
In de middenloop en benedenloop van de rivier bevinden zich uitgestrekte turfmoerassen met lariksbossen, waar de monnikskraanvogel (Grus monacha) broedt (ruim 20 paartjes). Andere vogels die hier nestelen zijn de Chinese Kraanvogel (Grus japonensis), Chinese zaagbek (Mergus squamatus), mandarijneend (Aix galericulata), zwarte ooievaar (Ciconia nigra) en de zwartsnavelooievaar (Ciconia boyciana).
- Gemeinsame Normdatei: 4386967-1
- Virtual International Authority File: 315527193